# Det basale reproduktionstal
Det basale reproduktionstal {\displaystyle R_{0}} er det antal mennesker, som hver smittet bærer smitten videre til i en befolkning fuldstændig uden immunitet.
I epidemiologi er {\displaystyle R_{0}} således et mål for, hvor smitsom en infektiøs sygdom er, og det er vigtigt for at vurdere, hvor hurtigt sygdommen kan sprede sig i en befolkning.
Det basale reproduktionstal afhænger generelt af tre faktorer. En smittet har sandsynligheden {\displaystyle d} for at give smitten videre til en person, som vedkommende er i kontakt med. Den smittede er i kontakt med {\displaystyle c} personer pr. tid, og {\displaystyle \tau } er tidsperioden, hvor man kan smitte. {\displaystyle R_{0}} er produktet af disse tre størrelser:
{\displaystyle R_{0}=dc\tau }
Det ses, at {\displaystyle R_{0}} kan mindskes ved at reducere én eller flere af faktorerne. {\displaystyle d} kan reduceres ved fx håndvask og at holde afstand, {\displaystyle c} ved isolation/karantæne, og {\displaystyle \tau } kan evt. forkortes med medicinsk behandling. Omvendt kan {\displaystyle c} og dermed {\displaystyle R_{0}} stige hvis smittede er i kontakt med særligt mange usmittede, f.eks på natklubber og skibe.
{\displaystyle R_{0}} estimeres på grundlag af matematiske modeller og er ikke konstant for en organisme, men afhænger af for eksempel miljøfaktorer, befolkningsadfærd, beskyttelsesforanstaltninger m.m.
Dette adskiller sig fra det effektive reproduktionstal ({\displaystyle R_{t}} eller {\displaystyle R_{e}}), der er antallet af mennesker, som hver smittet bærer smitten til i en aktuel befolkning (hvor nogle er vaccineret, nogle allerede er syge, nogle er døde osv.).

## Værdier for kendte sygdomme
I tabellen er fremlagt estimerede {\displaystyle R_{0}} for forskellige sygdomme.
| Infektion                                 | Smittevej   | {\displaystyle R_{0}} |
| ----------------------------------------- | ----------- | --------------------- |
| Mæslinger                                 | Luftbåren   | 12–18                 |
| Skoldkopper (varicella)                   | Luftbåren   | 10–12                 |
| Polio                                     | Fekal–oralt | 5–7                   |
| Røde hunde                                | Dråbesmitte | 5–7                   |
| Fåresyge                                  | Dråbesmitte | 4–7                   |
| Kighoste                                  | Dråbesmitte | 5,5                   |
| Kopper                                    | Dråbesmitte | 3,5–6                 |
| HIV/AIDS                                  | Kropsvæsker | 2–5                   |
| SARS                                      | Dråbesmitte | 2–5                   |
| Forkølelse                                | Dråbesmitte | 2–3                   |
| Difteri                                   | Spyt        | 1,7–4,3               |
| COVID-19                                  | Dråbesmitte | 1,4–3,9               |
| Influenza (pandemien i 1918)              | Dråbesmitte | 1,4–2,8               |
| Ebola (Ebola-udbruddet i Vestafrika 2014) | Kropsvæsker | 1,5–2,5               |
| Influenza (pandemien i 2009)              | Dråbesmitte | 1,4–1,6               |
| Influenza (sæsoninfluenza)                | Dråbesmitte | 0,9–2,1               |
| MERS                                      | Dråbesmitte | 0,3–0,8               |

## Estimering med SIR-modellen
SIR-modellen er en kompartmentsmodel for spredning af sygdom. En befolkning betragtes som bestående af tre grupper: en andel smittemodtagelige {\displaystyle s}, en andel smittede {\displaystyle i} samt en andel {\displaystyle r}, der ikke længere er smittet. Dette er andele af det totale befolkningstal, så summen giver 1. Ændringen i antallet af smittede over tid er givet ved:
{\displaystyle {\frac {\mathrm {d} i}{\mathrm {d} t}}=\beta is-\nu i}
Det første led siger, at smitten spreder sig hurtigere, jo flere er smittede, og jo flere er modtagelige for smitte. {\displaystyle \beta } repræsenterer, hvor mange én person smitter pr. tid, og er derfor relateret til de tidligere størrelser ved:
{\displaystyle \beta =dc}
Det andet led fortæller, hvor mange holder op med at være smittede pr. tid, hvor {\displaystyle \nu } er lig med den inverse smitteperiode:
{\displaystyle \nu ={\frac {1}{\tau }}}
Der er en epidemi, så længe differentialkvotienten er større end 0:
{\displaystyle {\frac {\mathrm {d} i}{\mathrm {d} t}}>0}
Med disse størrelser kan det ses, hvad der må gælde for {\displaystyle \beta } og {\displaystyle \nu } i begyndelsen af epidemien:
{\displaystyle {\begin{aligned}\beta is-\nu i&>0\\\beta is&>\nu i\end{aligned}}}
I begyndelsen af epidemien er der meget få smittede, så {\displaystyle s\approx 1}. Antallet af smittede er småt, men positivt, så det kan divideres væk på begge sider. Uligheden er da:
{\displaystyle {\begin{aligned}\beta &>\nu \\{\frac {\beta }{\nu }}&>1\end{aligned}}}
Det ses, at venstresiden blot er et udtryk for {\displaystyle R_{0}}:
{\displaystyle R_{0}={\frac {\beta }{\nu }}}
For at en sygdom bliver til en epidemi, skal {\displaystyle R_{0}} altså være større end 1. Ved at tilpasse modellen til data kan {\displaystyle R_{0}} estimeres.